# پشت‌آتشی کاکل‌دار
پشت‌آتشی کاکل‌دار (به انگلیسی: Crested fireback) نامی برای دو گونه از قرقاول‌ها از سردهٔ Lophura است.
- پشت‌آتشی کاکل‌دار بورنئویی (Lophura ignita)
- پشت‌آتشی کاکل‌دار مالایی (Lophura rufa)